# Dulorestes
Il Dulorestes (Oreste schiavo; dal greco δοῦλος, schiavo) è una tragedia cothurnata del tragediografo latino Marco Pacuvio (circa 220-130 a.C.) di cui restano oggi solo alcuni frammenti. Realizzata a partire da uno sconosciuto originale greco non pervenuto ad oggi, l'opera trattava un episodio del ciclo mitico di Oreste, connesso con il ciclo troiano: Oreste torna ad Argo travestito da schiavo, con l'intenzione di vendicare l'assassinio del padre Agamennone. Avvalendosi dell'aiuto della sorella Elettra, riesce ad uccidere Clitennestra ed Egisto.